# 霍氏擬白魚
霍氏擬白魚（学名：Alburnoides holciki）為輻鰭魚綱鯉形目雅羅魚科擬白魚屬的其中一種，分布於亞洲阿富汗西北部、伊朗東北部和土庫曼斯坦南部三個國家交界處的哈里河流域，本魚體延長而側扁，吻短略尖，眼大，眼眶寬度約等於眶間寬度，側線明顯，側線鱗47-51枚，背鰭鰭條8枚，臀鰭鰭條13-16枚，脊椎骨40-42個，體長可達10.2公分，棲息在河川底中層水域，生活習性不明。

## 扩展阅读
維基物種上的相關：霍氏擬白魚